# Kościół św. Stanisława Biskupa Męczennika w Sokolnikach
Kościół św. Stanisława Biskupa Męczennika w Sokolnikach – barokowy drewniany kościół parafialny w Sokolnikach w Gminie Mieleszyn, w powiecie gnieźnieńskim. 
Świątynia została wybudowana w latach 1682–1712 z fundacji proboszczów Adama Gradowicza i Wawrzyńca Kłosowskiego (medaliony z ich wizerunkami umieszczono na ścianie tęczowej, od strony prezbiterium). Jest orientowana, jednonawowa na planie zbliżonym do kwadratu, z węższym prezbiterium zamkniętym trójbocznie. Wieża frontowa zwieńczona dachem hełmowym i latarnią, kaplica boczna i zakrystia dobudowane w 1772 roku, remont w 1886 roku. Wyposażenie barokowe i polichromie z XVIII/XIX w. Nie zmienione zostały: ołtarz główny, zabytkowe obrazy i piszczałkowe (nadal czynne) organy pochodzące z końca XVIII wieku. Historia świątyni napisana po łacinie umieszczona jest na tablicy na ścianie prezbiterium.
Od października 1950 do 1 lipca 1979 roku tutejszym proboszczem był ks. Józef Jachecki (ur. 1905 w Florowie, zm. 1983 w Gnieźnie), który doprowadził do nabycia nowych, odlanych we Wrocławiu dzwonów, pokrycia świątyni nowym dachem krytym gontem i odnowienia polichromii we wnętrzu.

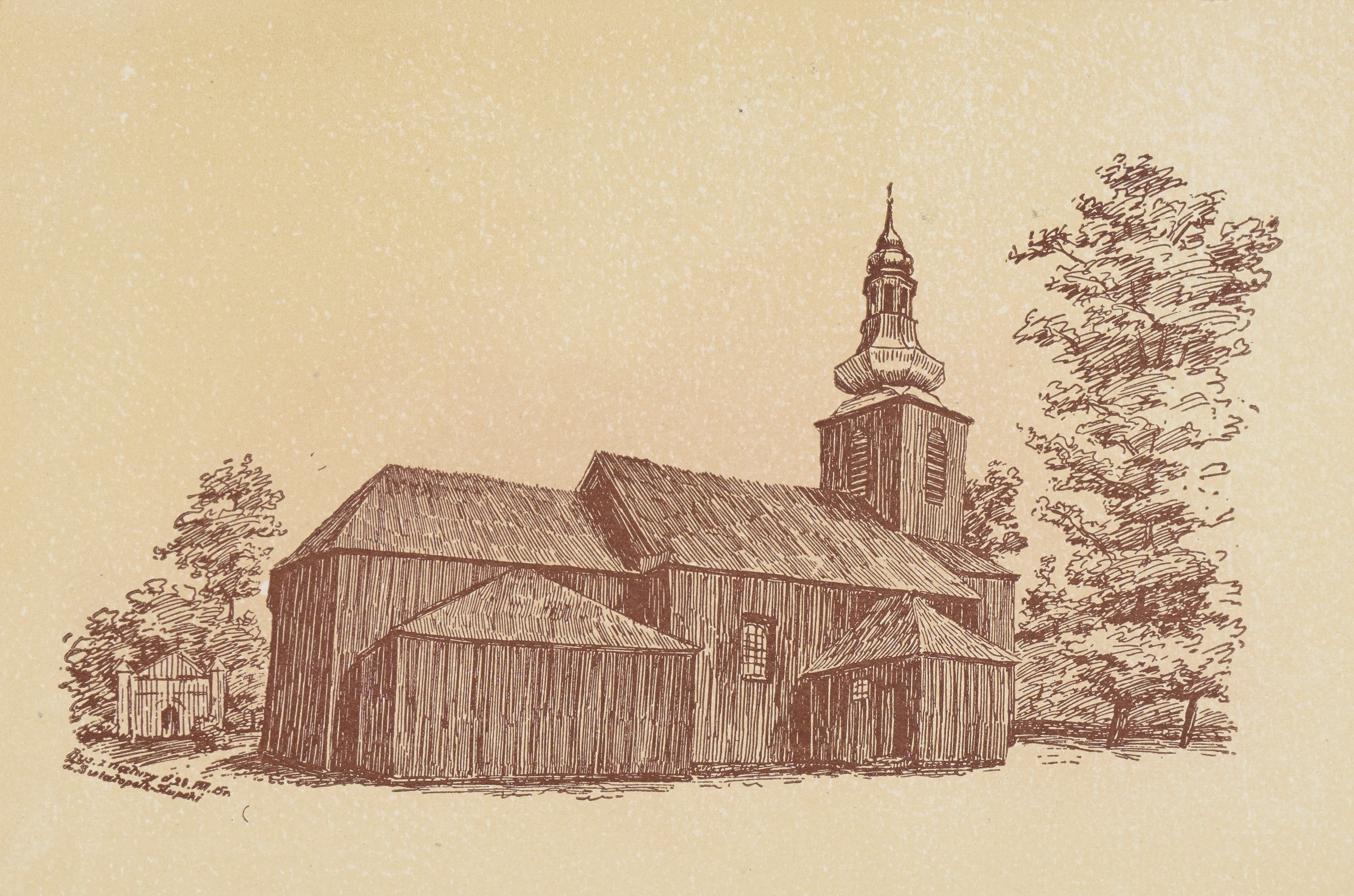
Kościół – 1917 rok